# Daniel Elmer Salmon

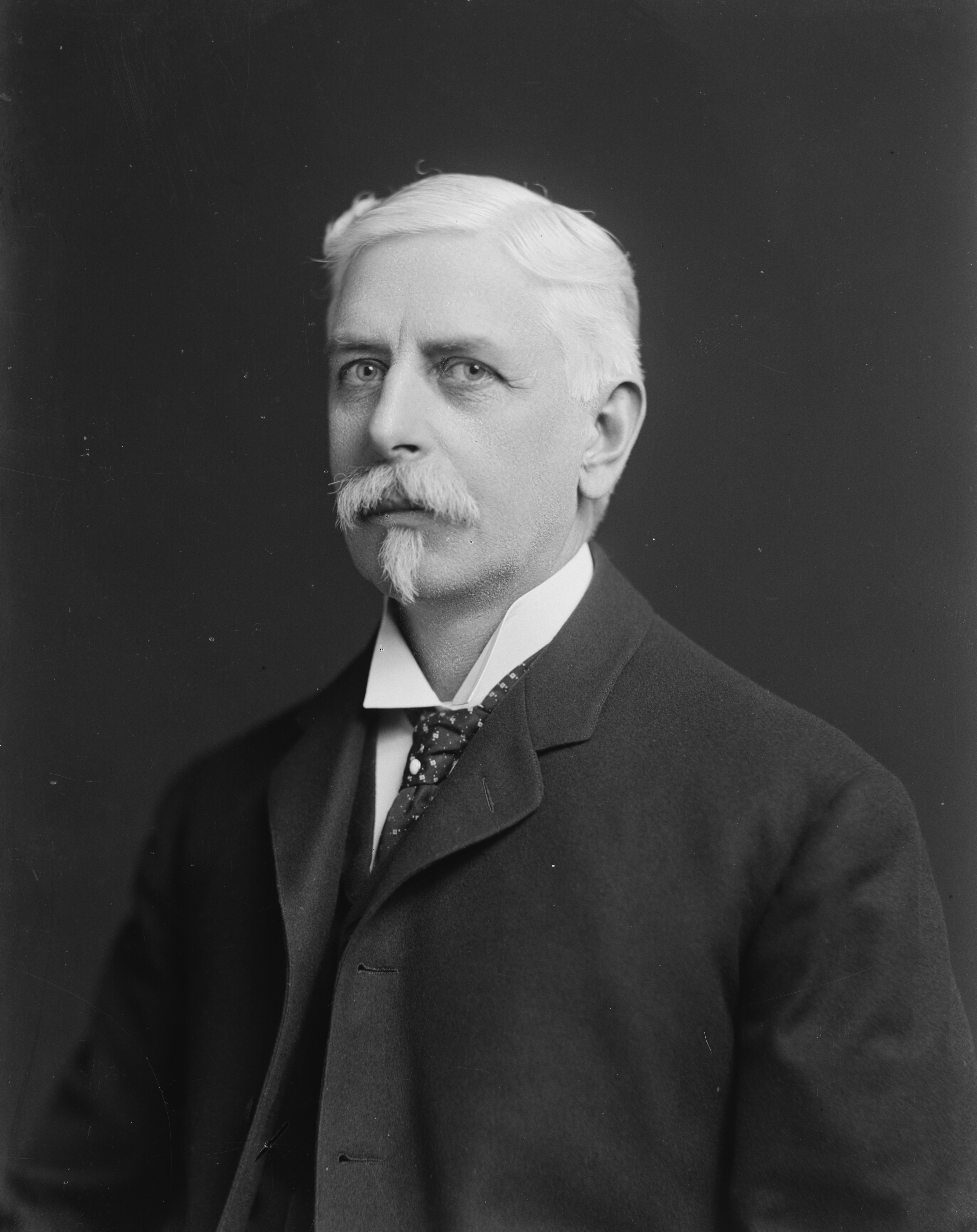
Daniel E. Salmon

Daniel Elmer Salmon (Morris County, 23 juli 1850 - 30 augustus 1914) was een Amerikaanse dierenarts. Hij bracht zijn carrière door met het bestuderen van dierziekten voor het Amerikaanse ministerie van Landbouw. Het bacteriële geslacht Salmonella, dat werd ontdekt door een van zijn assistenten, werd naar hem genoemd.